# Jyestha Tesserae
Le Jyestha Tesserae sono una struttura geologica della superficie di Venere.